# Concinnia martini
Concinnia martini — вид сцинкоподібних ящірок родини сцинкових (Scincidae). Ендемік Австралії.

## Поширення і екологія
Concinnia martini мешкають на сході і південному сході Квінсленду та на північному сході Нового Південного Уельсу, від Маккая на південь до Коффс-Гарбора, також окрема популяція мешкає в горах хребта Карнарвон. Вони живуть в сухих тропічних лісах, у вологих і сухих склерофітних лісах, серед скельних виступів, в заростях лози, трапляються поблизу людських поселень.